# St. Marien (Schillig)

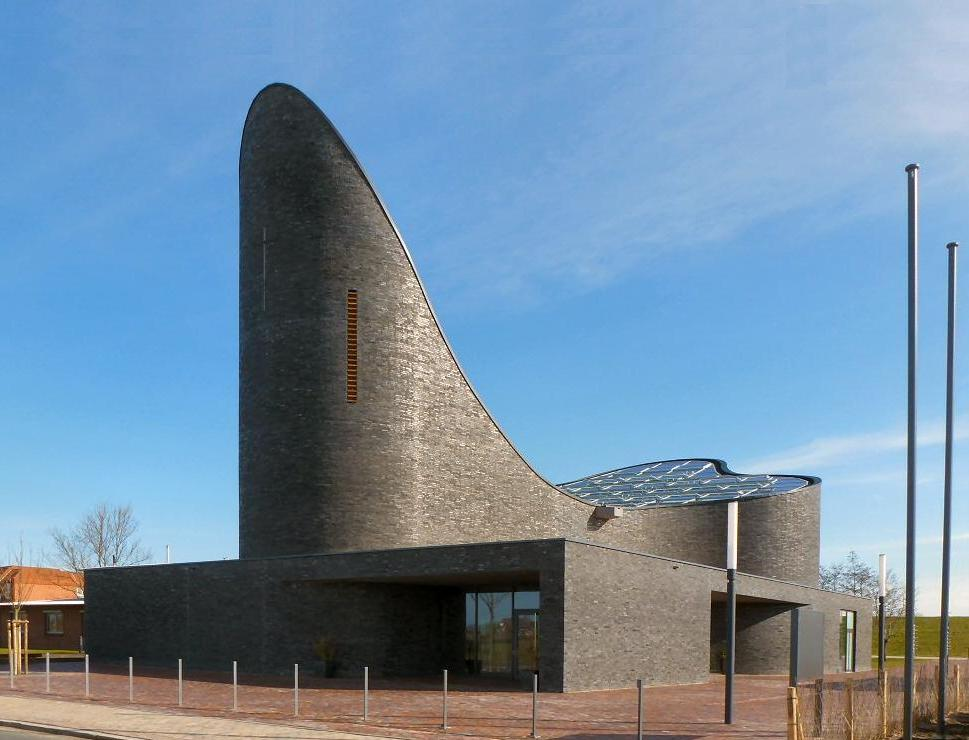
St. Marien in Schillig, Blickrichtung Nordost

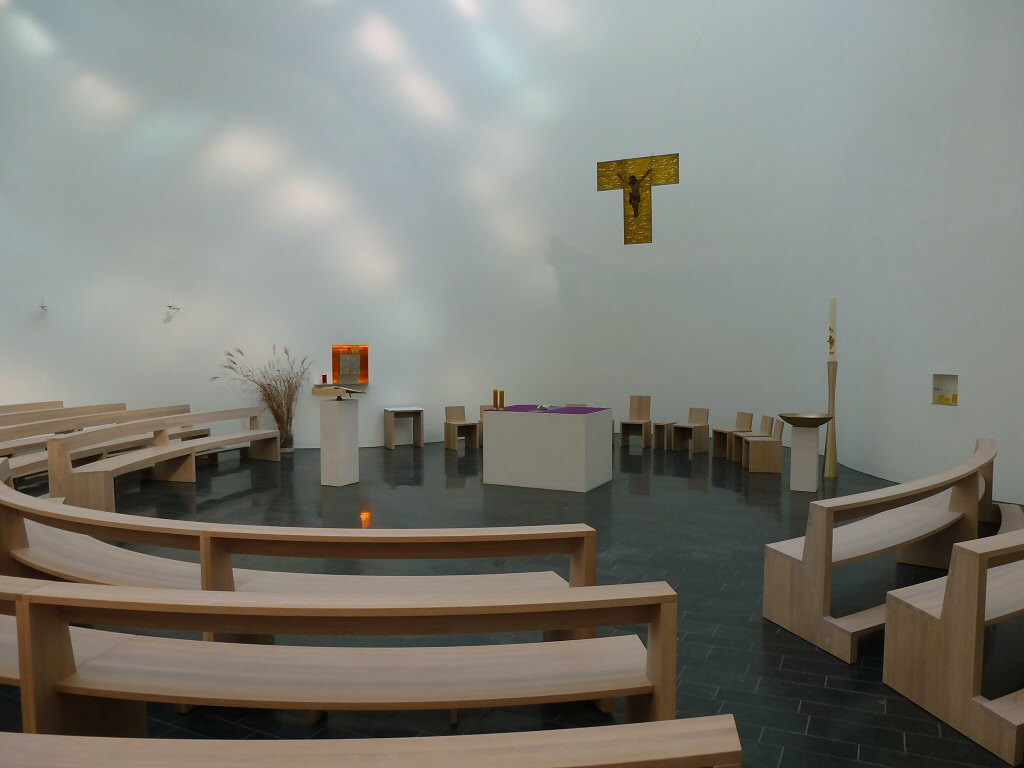
Altarbereich mit wellenförmigen Lichtreflexen auf den geschwungenen Wandflächen

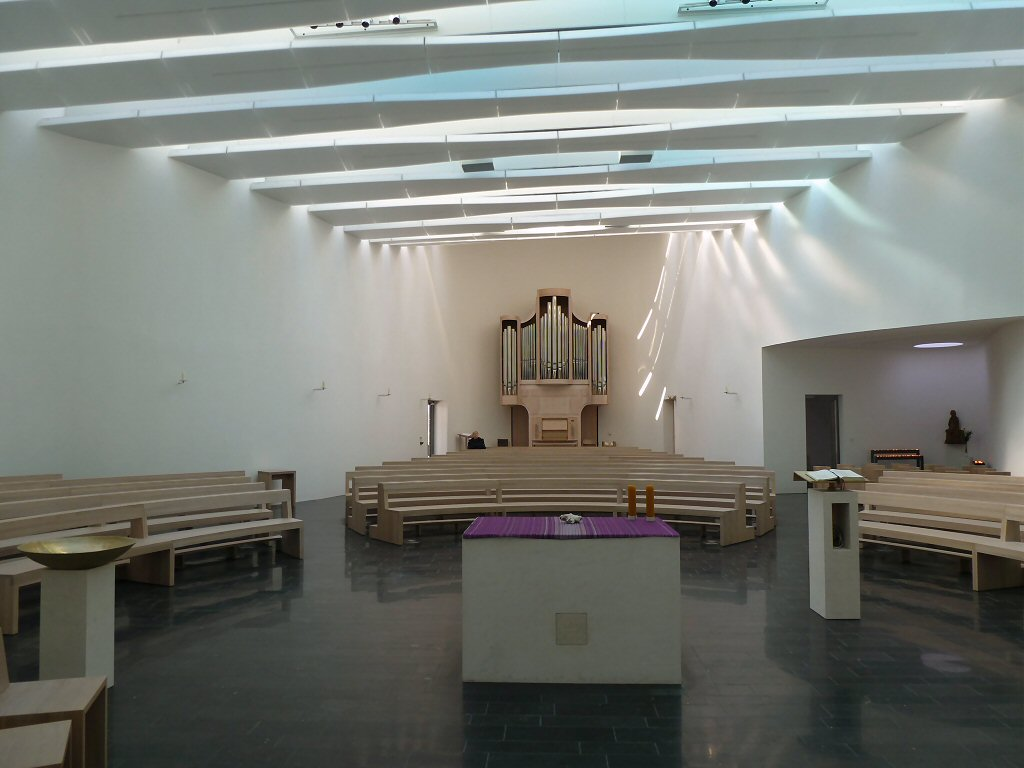
Innenraum nach Westen; Fleiter-Orgel

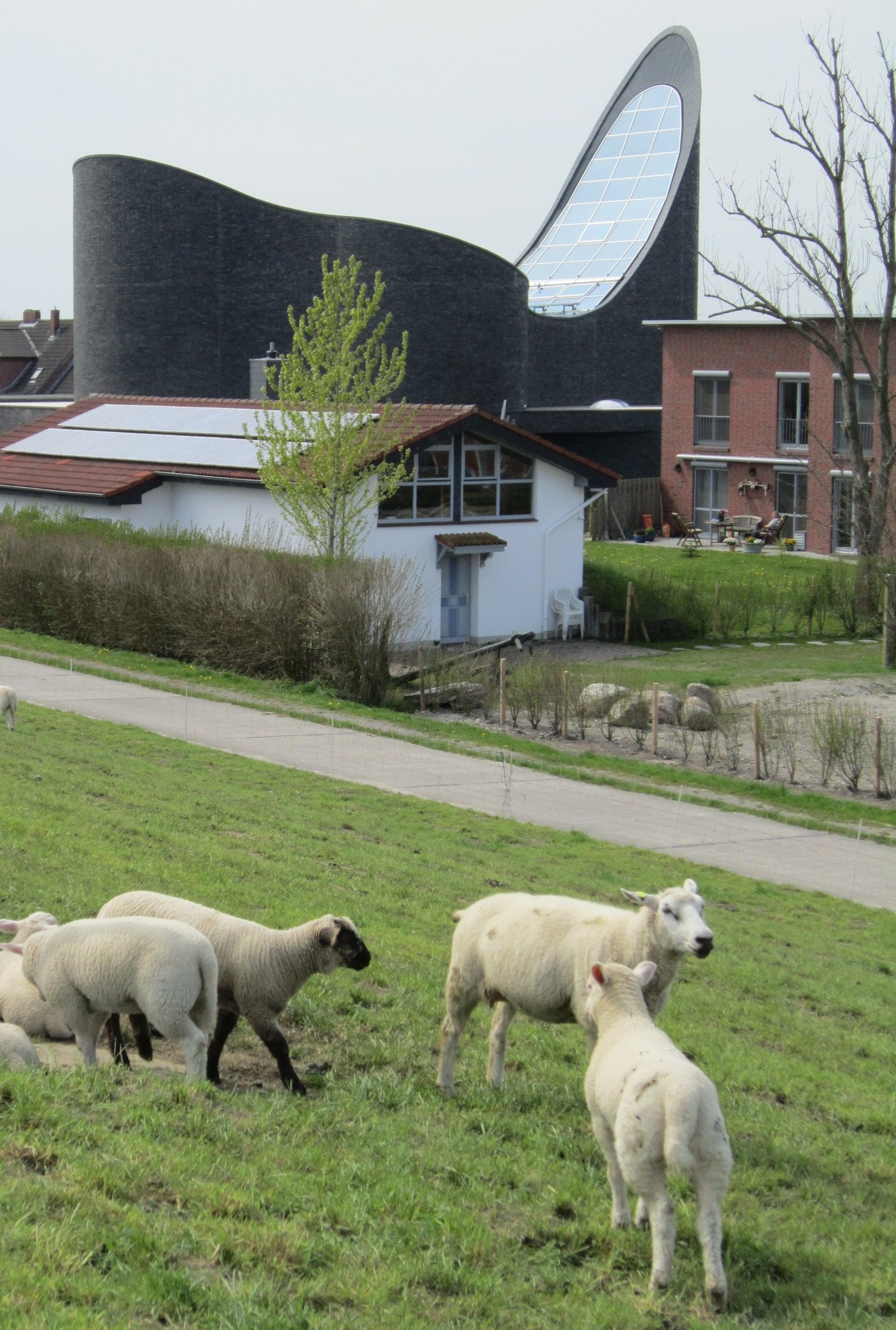
St. Marien in Schillig, Blickrichtung Südwest

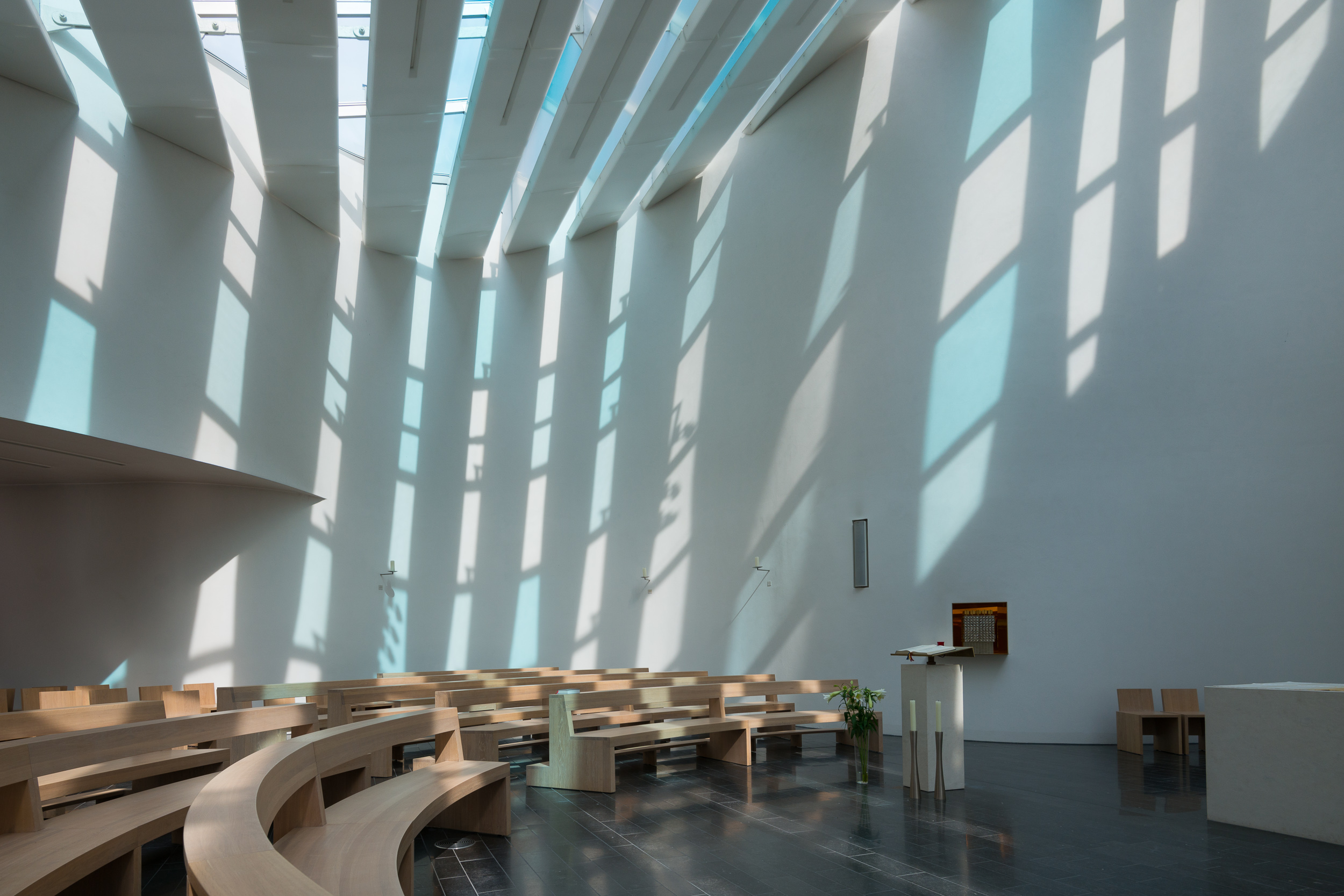
Innenraum. Die durch das Glasdach hereinkommende Sonne erzeugt je nach Sonnenstand und Bewölkung verschiedene Licht-Ornamente an den glatten weißen Wänden.

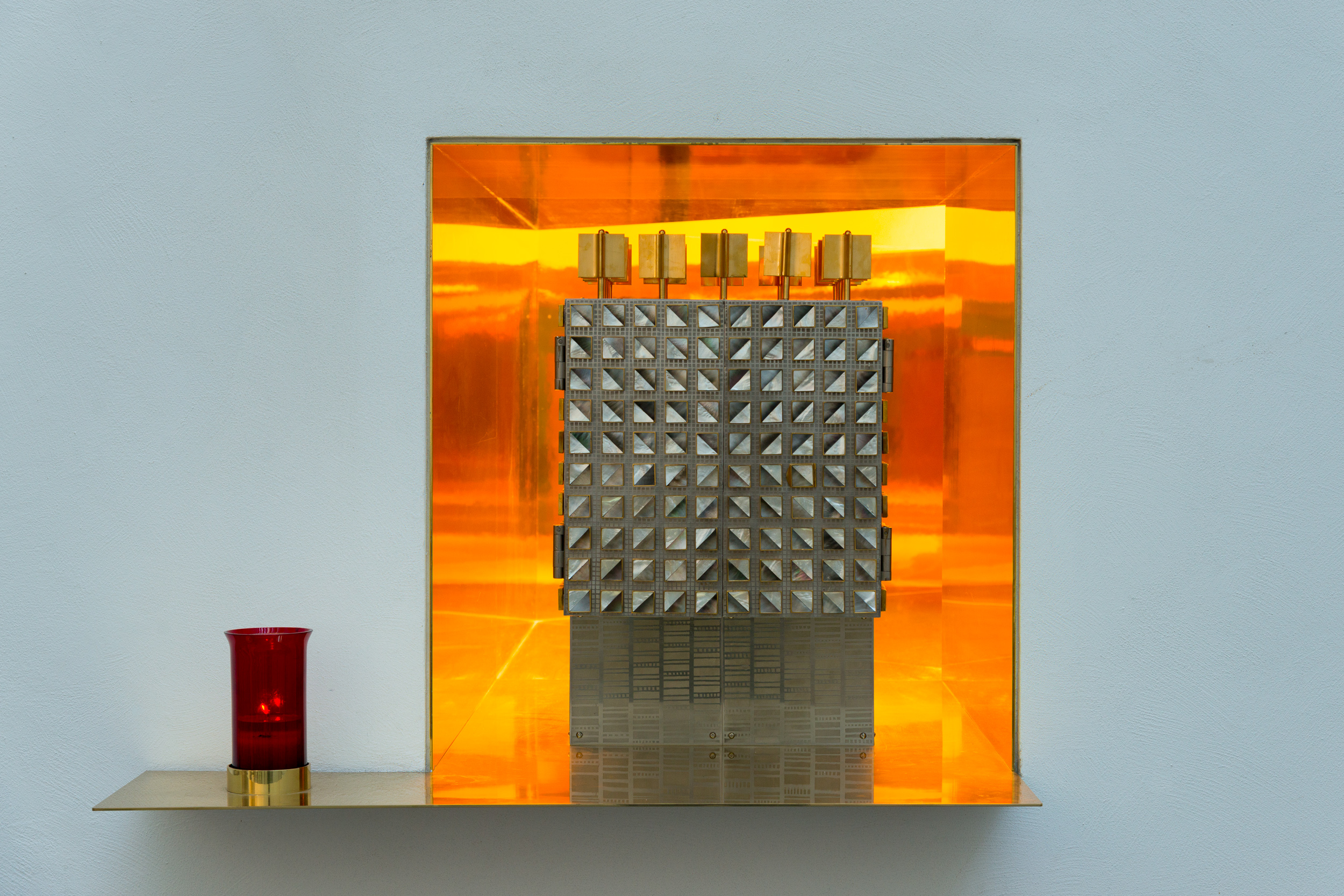
Tabernakel (aus der an derselben Stelle stehenden Vorgängerkirche übernommen)

St. Marien ist die katholische Kirche in Schillig, Gemeinde Wangerland, im niedersächsischen Landkreis Friesland. Das am 4. Februar 2012 von den Bischöfen Felix Genn und Heinrich Timmerevers geweihte moderne Gotteshaus gehört zur Pfarrei St. Benedikt, Jever.

## Geschichte
Seit Einführung der Reformation in der Herrschaft Jever im 16. Jahrhundert waren alle Kirchen des Wangerlands evangelisch. 1824 wurde in Jever wieder eine katholische Kirche gebaut. Nach Schillig kam eine nennenswerte Zahl von Katholiken erst nach dem Zweiten Weltkrieg, als viele Heimatvertriebene in den ehemaligen Marinekasernen Unterkunft fanden. In den folgenden Jahren gewann der Tourismus immer größere Bedeutung. Der 1954 gegründete Campingplatz am Deich entwickelte sich in den 1970er Jahren zum größten Zeltplatz an der Nordseeküste mit 1500 Stellplätzen.
Für die kleine katholische Ortsgemeinde, vor allem aber für die Urlauber wurde 1967 in unmittelbarer Nachbarschaft zum Campingplatz von dem Cloppenburger Architekten Gerd Rohling die erste Marienkirche gebaut. Die Baumaterialien hielten den rauen klimatischen Bedingungen jedoch nicht stand; 2008 wurde ein Bedarf von 1,6 Millionen Euro allein für die Bauerhaltung festgestellt. So fiel auf Bistumsebene die Entscheidung, an dem exponierten und viel besuchten Ort einen einladenden Neubau in Angriff zu nehmen. Der Grundstein wurde nach Abriss der alten Kirche im Herbst 2010 gelegt. Die Baukosten werden auf 4,7 Millionen Euro beziffert, ein großer Teil davon für die aufwendige Fundamentierung im weichen und feuchten Untergrund. Zur Finanzierung trugen das Bonifatiuswerk sowie zahlreiche Einzelspender bei.

## Architektur
Die neue Marienkirche aus dunklem Backstein wurde von den Kölner Architekten Ulrich und Ilse Maria Königs entworfen. Der Grundriss hat die Form eines lateinischen Kreuzes, das jedoch nicht rechtwinklig, sondern gerundet umschrieben ist. Dadurch sind die Wandflächen wellenförmig rhythmisiert. Das Motiv der Welle kehrt in der Dachkonstruktion wieder, die an anrollende und aufbrandende Meereswogen erinnert. Das Dach gibt durch große Glasflächen den Blick zum Nordseehimmel frei.
Der helle Innenraum ist vom Kontrast der weißen geschwungenen Wände zum dunklen Steinfußboden mit Spuren fossiler Meerestiere geprägt. Die sandfarbenen Bänke sind im Halbkreis auf den Altar hingeordnet. Die dreieckig an den Hauptraum angefügte Marienkapelle, in deren Spitze das Marienbild steht, lädt zur Einzelandacht ein.

## Ausstattung
Das aus dem Jahre 1967 stammende und von dem Goldschmiede-Atelier Schwerdt+Förster entworfene Tabernakel der Vorgängerkirche wurde wieder übernommen und fand seinen Platz in einer Wandnische nahe beim Altar.
Die Orgel stammt aus der abgerissenen St.-Ludgerus-Kirche in Waltrop. Das Instrument war von dem Orgelbauer Friedrich Fleiter (Münster) erbaut worden. Es hat 21 Register auf zwei Manualwerken und Pedal und steht in französisch-romantischer Klangtradition.
| I Grand Orgue C– |                    |       |
| 1.               | Montre             | 8'    |
| 2.               | Bourdon            | 8'    |
| 3.               | Flûte harmonique 0 | 8'    |
| 4.               | Prestant           | 4'    |
| 5.               | Doublette          | 2'    |
| 6.               | Fourniture III     | 1 ⁄3' |
| 7.               | Trompette          | 8'    |

| II Récit expressif C– |                        |        |
| 8.                    | Flûte traversière      | 8'     |
| 9.                    | Viole de gambe         | 8'     |
| 10.                   | Voix Céleste           | 8'     |
| 11.                   | Flûte octaviante       | 4'     |
| 12.                   | Quinte                 | 2 ⁄3'  |
| 13.                   | Octavin                | 2'     |
| 14.                   | Tierce                 | 1 3⁄5' |
| 15.                   | Trompette harmonique 0 | 8'     |
| 16.                   | Hautbois               | 8'     |
| 17.                   | Voix humaine           | 8'     |
|                       | Tremblant              |        |

| Pédale C– |                |     |
| 18.       | Soubasse       | 16' |
| 19.       | Bourdon        | 08' |
| 20.       | Grosse Flûte 0 | 08' |
| 21.       | Bombarde       | 16' |

- Koppeln: II/I (auch als Sub- und Superoktavkoppeln), II/II (Sub- und Superoktavkoppeln), I/P, II/P

Die Glocken der Kirche stammen aus der profanierten St.-Paulus-Kirche in Oldenburg. Es sind Bronzeglocken, die im Jahr 1967 von der renommierten Glockengießerei Otto aus Bremen-Hemelingen gegossen wurden. Ihre Disposition ist: fis' – a' – h'. Die Glocken haben folgende Durchmesser: 1089 mm, 915 mm, 815 mm.

## Auszeichnungen
2014 erhielten die Architekten Ilse und Ulrich Königs sowie das Bauwerk den Fritz-Höger-Preis für Backstein-Architektur in Silber in der Kategorie Öffentliche Bauten. 
2015 wurde der Kirchenbau für seine besondere Architektur mit dem Preis der Oldenburgischen Landesbank für Architektur und Ingenieurbau ausgezeichnet.